# Bodo Spiethoff (Mediziner)
Bodo Spiethoff (* 15. November 1875 in Düsseldorf; † 24. August 1948 in Haar) war ein deutscher Dermatologe und Venerologe sowie Hochschullehrer.

## Leben
Bodo Spiethoff war der Sohn des Schriftstellers Friedrich Spiethoff, sein zwei Jahre älterer Bruder war der Nationalökonom Arthur Spiethoff. Nach dem Abitur studierte er ab 1897 Medizin an den Universitäten Berlin und Jena und wurde nach Studienabschluss 1902 in Jena zum Dr. med. promoviert. Anschließend war er als Assistent in Tübingen, Jena, Berlin sowie Hamburg tätig und wurde 1905 in Jena für Haut- und Geschlechtskrankheiten in Jena habilitiert. Anschließend leitete Spiethoff eine Station an der Klinik für Haut und syphilitische Krankheiten unter dem Internisten Roderich Stintzing in Jena. Ab 1911 war Spiethoff zunächst außerordentlicher, ab 1919 planmäßiger außerordentlicher, ab 1923 persönlicher Ordinarius und von 1928 bis 1934 ordentlicher Professor für Dermatologie an der Universität Jena. Er saß dem thüringischen Landesverband der DGBG vor.
Durch den Rassenforscher Hans F. K. Günther kam Spiethoff mit dem Nationalsozialismus in Berührung. Er trat Anfang Januar 1931 der NSDAP bei. Vor 1933 soll Adolf Hitler in Jena sein Gast gewesen sein. Am 29. Juli 1932 rief er mit weiteren Hochschullehrern zur Wahl der NSDAP auf. Im März 1933 unterzeichnete er die Erklärung von 300 Hochschullehrern für Adolf Hitler. Nach der Machtübernahme der Nationalsozialisten gehörte er ab 1933 dem Sachverständigenbeirat für Bevölkerungs- und Rassenpolitik beim Reichsinnenministerium in Berlin an und wurde Präsident der Deutschen Dermatologischen Gesellschaft. Ohne Einflussnahme der Medizinischen Fakultät der Universität Leipzig wechselte er Anfang April 1934 auf Betreiben des Reichsärzteführers Gerhard Wagner und des Reichsinnenministeriums auf den Lehrstuhl für Haut- und Geschlechtskrankheiten der Universität Leipzig als Nachfolger von Johann Heinrich Rille, wo er sich stark für die Belange der NSDAP engagierte. Zugleich fungierte er als Direktor der Dermatologischen Universitätsklinik in Leipzig. Er wurde Reichskommissar zur Bekämpfung der Geschlechtskrankheiten. 1940 wurde er zum Mitglied der Leopoldina gewählt. Spiethoff wurde 1943 emeritiert.

## Schriften (Auswahl)
- Über den Blutdruck bei Morbus Basedow, 1902, (Medizinische Dissertation an der Universität Jena)
- Klinische und experimentelle Studien über Blastomykose, 1905, (Habilitationsschrift an der Universität Jena)
- Unfruchtbarkeit durch Geschlechtskrankheiten, Leipzig 1936. (mit Hans Gottschalk)
- Die Geschlechtskrankheiten in ihrer Bedeutung für die Frau und die Familie, 2. Auflage, Berlin 1937.
- Die Geschlechtskrankheiten in ihrer Bedeutung für die Frau und die Familie, 2. Auflage, Berlin 1937.
- Das Schuldkonto der Geschlechtskrankheiten, Leipzig 1938.
- Bilderfibel der Syphilis. Der syphilitisch geborene Mensch, Leipzig 1943.